# Монтелимар (футбольный клуб)
«Монтелимар» (фр. UMS Montélimar) — французский футбольный клуб из города Монтелимар. В настоящий момент потерял профессиональный статус и выступает в шестом дивизионе. Клуб был основан в 1924 году, гостей принимает на арене «Стад Александре Тропенас», вмещающем 3 500 зрителей.
Клуб основан 26 июня 1924 года. В период с 1970 по 1973 год «Монтелимар» выступал в Лиге 2.

## Достижения
Лига 2, группа «С»:
- 10-е место: 1971/1972

Любительский чемпионат Франции:
- Серебряный призёр (1): 1970

Четвёртый дивизион:
- Серебряный призёр (1): 1979

Лига «Рона — Альпы»:
- Победитель (1): 1962; 1990